# Шинн, Джордж
Джордж Шинн (англ. George Shinn, род. 11 мая 1941 года) — американский предприниматель, бывший владелец баскетбольной команды «Нью-Орлеан Хорнетс» Национальной баскетбольной ассоциации, которую купил в 1987 году за 32 500 000 долларов. В 1997 году пытался купить команду Национальной хоккейной лиги во время расширения лиги, которую собирался назвать «Хэмптон Роад Ринос».

## Биография
Шинн родился в Каннаполисе, Северная Каролина. Окончил среднюю школу A. L. Brown High School, после чего посещал Evans Business College в Конкорде, Северная Каролина. Работал на текстильной фабрике, мыл машины и работал школьным дворником. Шинн является автором нескольких книг, включая The Miracle of Motivation, The American Dream Still Works и You Gotta Believe! The Story of the Charlotte Hornets. Женат, имеет трех детей от предыдущего брака. Состояние Шинна оценивается в 100 млн долларов.
В апреле 2010 года Шинн начал переговоры с Гари Чуестом, владельцем 25 % акций «Хорнетс», по поводу возможной продажи остальной части команды. Однако из-за финансовых трудностей клуба переговоры остановились и так как Шинн был не в состоянии дальше руководить командой, НБА решило выкупить её у него и управлять ею до тех пор, пока не сможет найти нового покупателя. В декабре 2010 года НБА достигло договорённости с Шинном и Чусетом о покупке «Хорнетс» за 300 млн долларов.